# De stora baderskorna
De stora baderskorna (franska: Les Grandes Baigneuses) är tre oljemålningar av den franske konstnären Paul Cézanne. Den största av de tre målningarna ägs idag av Philadelphia Museum of Art. Övriga två är utställda på Barnes Foundation i Philadelphia och National Gallery i London.
Det franska ordet baigneuses är femininum och plural. Dessa målningar har därför kallats Badande kvinnor på svenska. ”Grand" har lagts till i titeln på grund av målningarnas storlek och för att skilja dem från andra liknande målningar. Cézanne målade badande människor under många år; de första tillkom redan på 1870-talet. Ibland avbildade han enskilda individer och ibland grupper av individer. Han målade även manliga badande. 
De stora baderskorna tillkom under Cézannes sista levnadsår och brukar anses vara hans främsta, trots att de inte var helt slutförda när han avled 1906. Han började redan i mitten av 1890-talet att måla de tre stora målningarna och höll simultant på med det i över tio års tid. 
I dessa målningar försökte Cézanne sammanfatta sitt konstnärskap. Han ville visa på de lösningar som han nått fram till i sin strävan att skapa ett alternativ till renässanstraditionen: en bilduppbyggnad som skulle förvandla impressionismens ljusflöden till ”någonting stabilt och bestående i stil med konsten i museerna”.
De stora baderskorna är ett centralt verk i konsthistorien som banade väg för modernismen. När målningen ställdes ut 1907 väckte den intresse hos såväl Henri Matisse som Pablo Picasso.

## Galleri

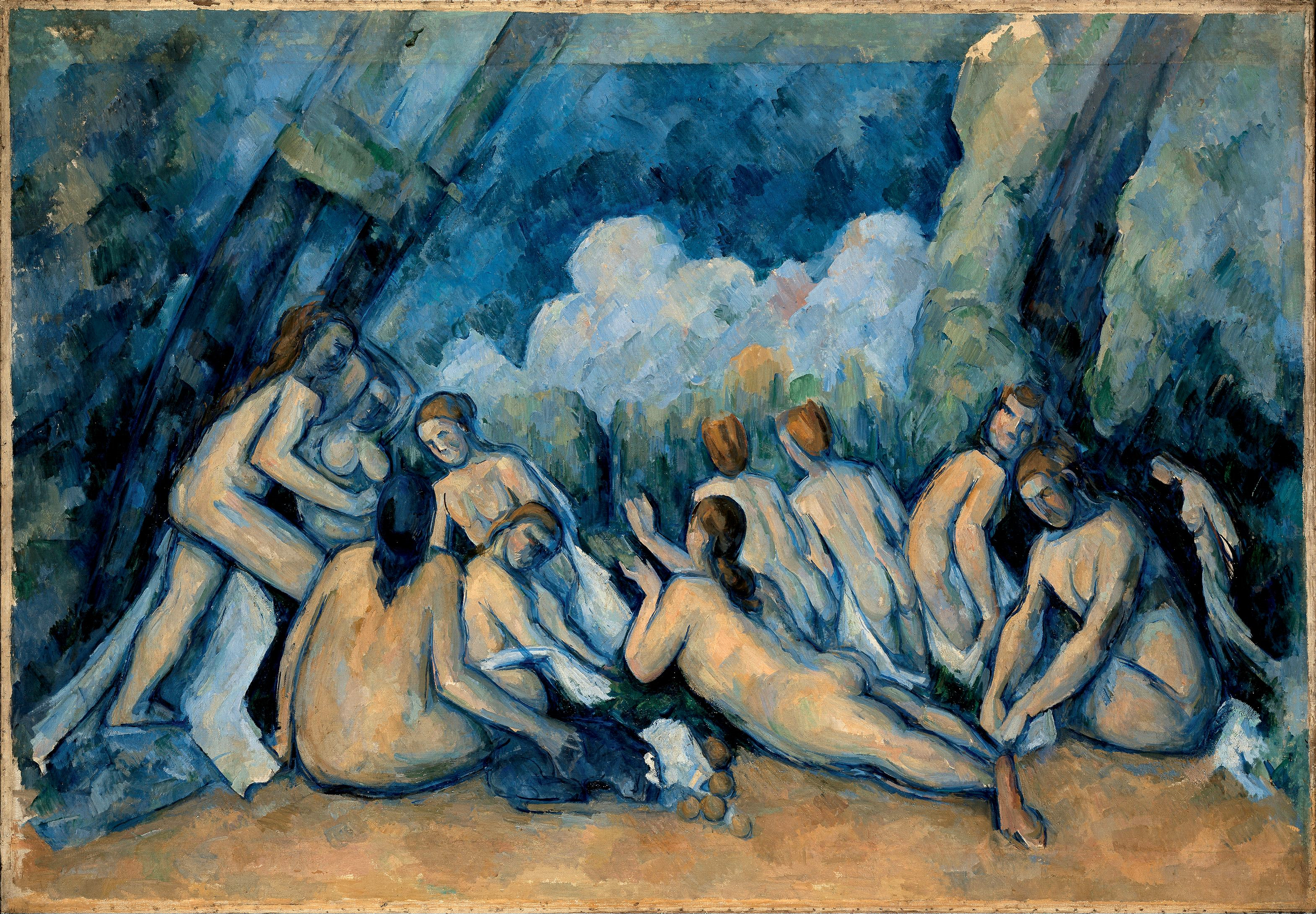
Version från 1894–1905 på National Gallery i London (136 × 191 cm).
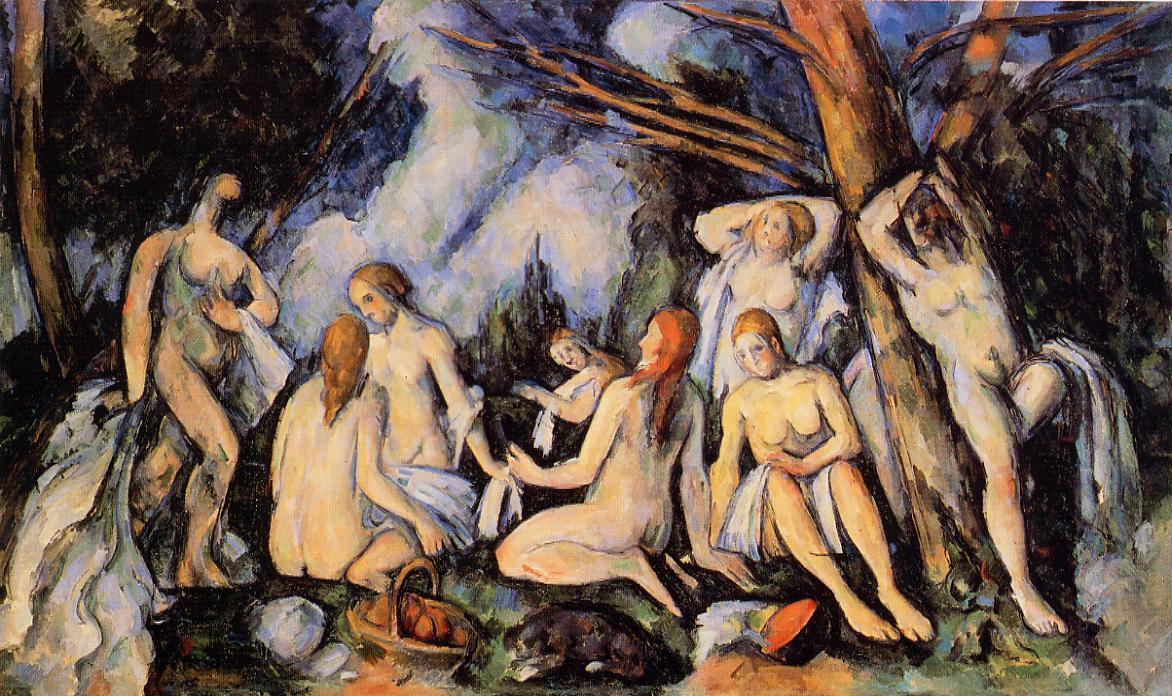
Version från 1895–1906 på Barnes Foundation i Philadelphia (132,4 × 219,1 cm).